# Adelaide (Südafrika)
Adelaide ist ein Ort im Distrikt Amathole, Provinz Ostkap in Südafrika. Er gehört zur Gemeinde Raymond Mhlaba. Er liegt am Koonap River südlich der Winterberge. Adelaide hat etwa 6126 Einwohner (2011).

## Geschichte
Das heutige Gebiet von Adelaide wurde zuerst von San bewohnt; später, mit der Ankunft der Xhosa und nachfolgend der Europäer, wurden die meisten San vertrieben.
Adelaides Gründung im Jahre 1834 geht auf den britischen Offizier Captain Alexander Boswell Armstrong zurück, der dort ein militärisches Feldlager errichten ließ, das er Fort Adelaide nannte. Bereits zu Beginn des 19. Jahrhunderts hatten die Briten hier einen Militärposten am Südufer des Koonap River errichtet.
Armstrongs Verehrung für die Gemahlin von König Wilhelm IV., Adelheid von Sachsen-Meiningen, war so groß, dass er ihren Namen ein Jahr später erneut bei der Gründung eines weiteren Militärlagers am Oberlauf des Kat River, dem Camp Adelaide, verwendete. Dieser befestigte Posten wurde später in Fort Armstrong umbenannt.
Neben den frühen englischen Siedlern, die zu den „Siedlern von 1820“ zählten, wanderte später eine große Anzahl von Schotten und Buren in dieses Gebiet ein. Die Schotten waren die Ersten, die dort eine Kirche errichteten.
Bis 2016 war Adelaide Verwaltungssitz der Gemeinde Nxuba.

## Wirtschaft und Verkehr
Um Adelaide werden Rinder und Schafe gezüchtet sowie Wolle und Zitrusfrüchte produziert. Die Regionalstraße R63 führt in West-Ost-Richtung durch Adelaide.

## Museum
In Adelaide bewahrt ein kleines Museum Ausstellungsobjekte und Fotos aus der Besiedlungsgeschichte der Region auf. Es trägt den Namen Our Heritage Museum (Ons-Erfenis-Museum) und wurde 1967 eröffnet. Die Sammlung enthält Möbel aus dem 19. Jahrhundert und Keramikgegenstände der Wedgwoodware sowie aus Dresden und Staffordshire. Historische Fahrzeuge verweisen auf die Voortrekker und die Ereignisse im Neunten Grenzkrieg von 1877 bis 1879. Das historische Museumsgebäude wurde ursprünglich für Reverend George William Stegman um 1860 im Georgianischen Stil errichtet.

## Söhne und Töchter der Gemeinde
- William A. Little (* 1930), US-amerikanischer Physiker
- Makhenkesi Arnold Stofile (1944–2016), Botschafter der Republik Südafrika in Berlin